# Велика Білина

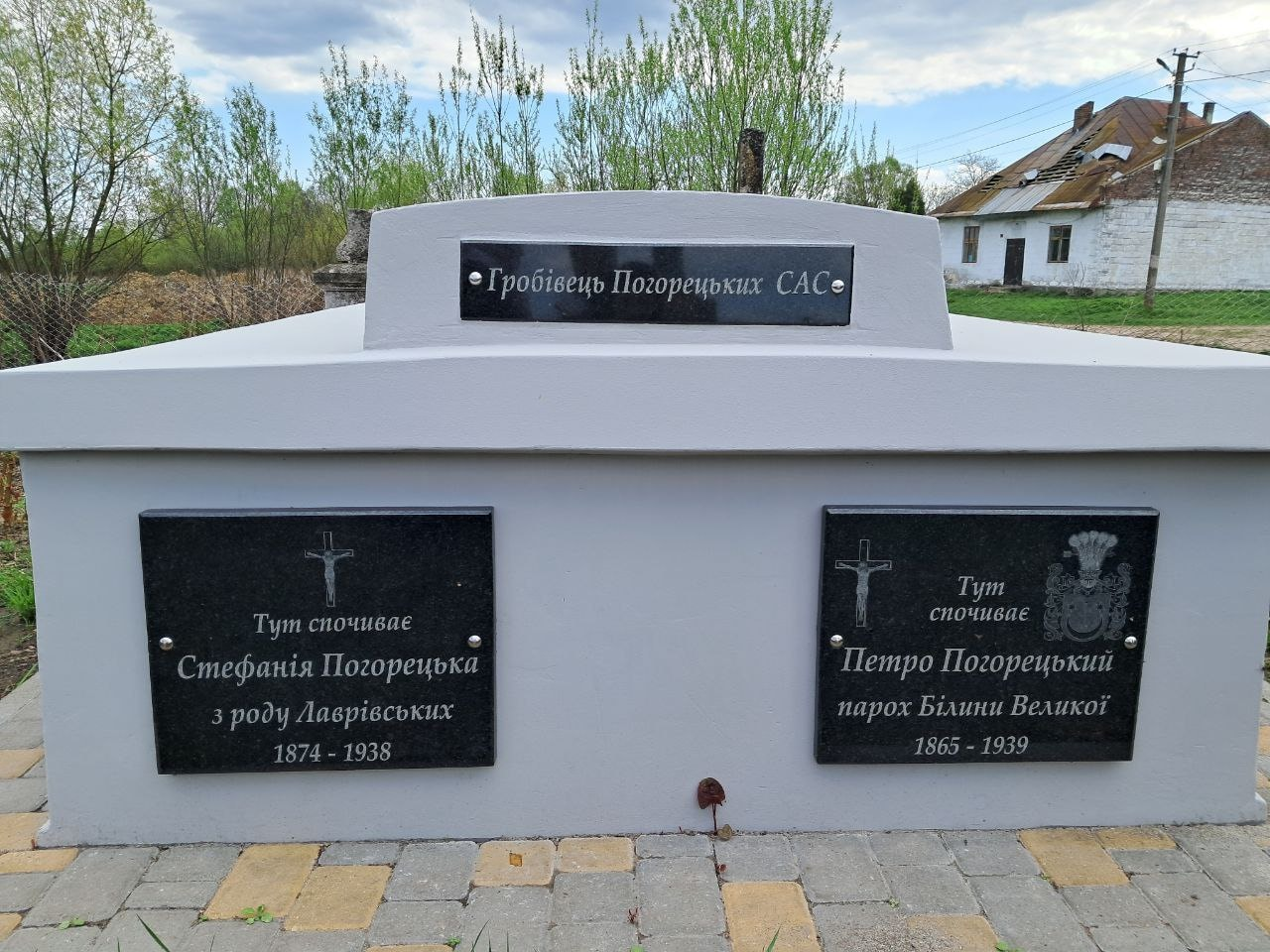
Гробівець Погорецьких

Вели́ка Білина — село в Україні, у Самбірському районі Львівської області, належить до Новокалинівської територіальної громади. Населення становить 203 особи станом на 2021 рік.

## Історія
Згідно з ревізією 1692 року селом володіли 66 шляхтичів. Тоді у Великій Білині було 11 кметів. Кількість осілих дворів була 77.
7.5.1946 в Дублянському районі перейменували село Білина Велика на село Велика Білина.

## Культові споруди

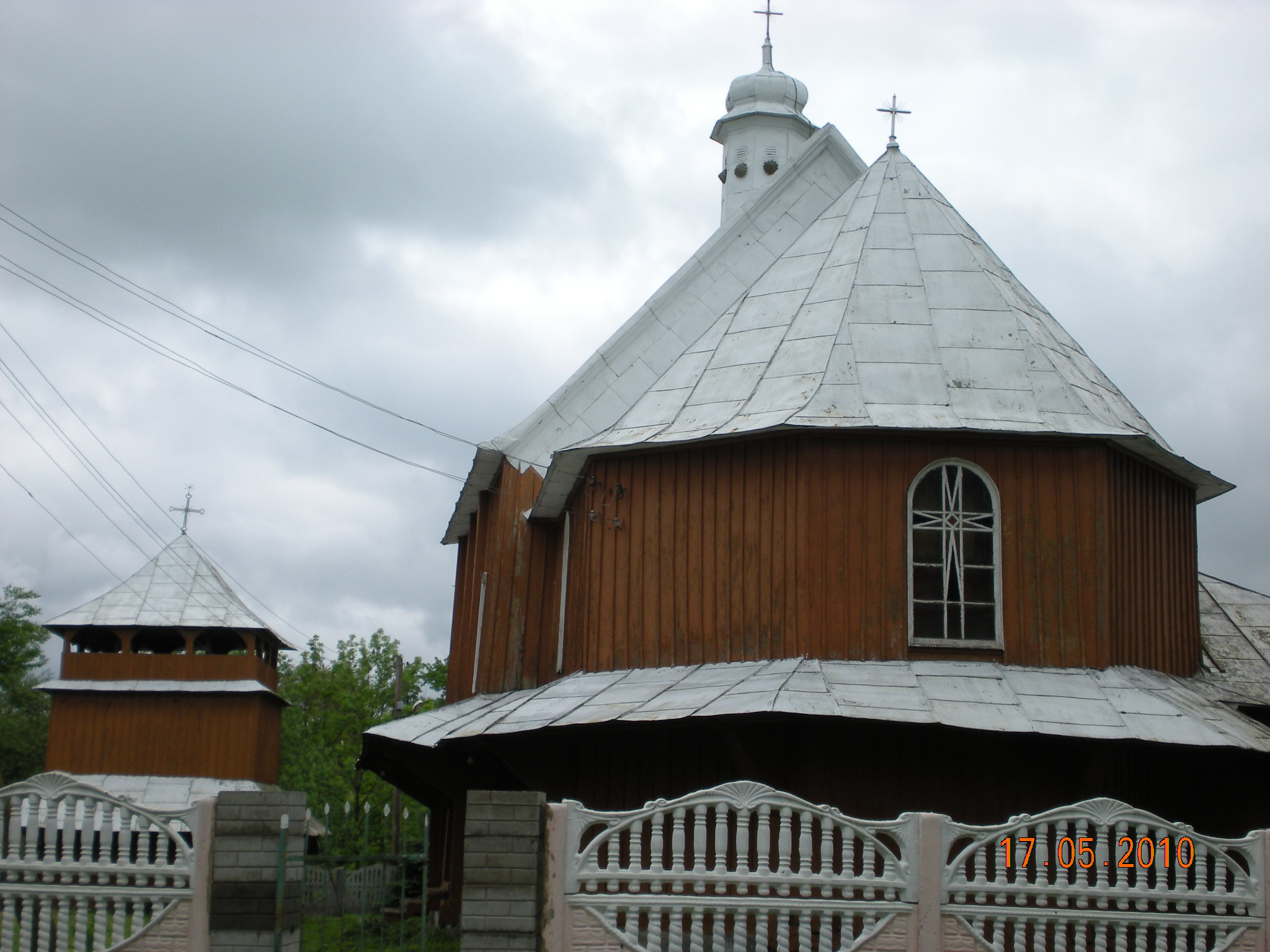
Церква Стрітення Господнього

Село Велика Білина має дві церкви — Стрітення Господнього (1837) та Св. Василя Великого (XVII ст.). Також діє монастир Святого великомученика і цілитиля Пантелеймона ПЦУ.
У Великі Білині, 1686 року, було закладено монастир під управою отців Василіян. Відомо, що у 1691 році монастир перейшов в унію, у 1743 році був інкорпорований, а у 1811 році — закритий.
Цей монастир мав велике релігійне значення для парафіян, тому що в ньому містився чудодійний образ «Успіння Божої Матері». Мешканці частини села, що має топонімічну назву Підгай ще й досі святкують престольне свято 28 серпня, у день Успіння Богородиці. У 1841 році отці Василіяни продали живий інвентар, гранти навколо монастиря, а також сіножаті, після яких досі залишилася топонімічна назва Кляшторне, забрали з собою цю чудотворну ікону і завезли до своєї головної резиденції в Лаврові.
Зараз від монастиря залишилася тільки дерев'яна двозрубна безверха церква св. Василя, вкрита спільним дахом з низенькою вежею і наметом на західному фасаді. На території, де колись стояв монастир, досі зберігаються дві криниці. Старожили стверджують, що їх викопали, оскільки тут двічі людям об'являлася Матір Божа.
З 1772 по 1775рр. настоятелем був о.Микола Гусаковський, ЧСВВ.
З 1775 по 1813 рр. о. Григорій Гілевич, а в 1813-1818рр. - о. Йосафат Лівич.До 1835 року парафію очолював о. Іван Мусаковський.
В 1836 - 1881 (можливо часовий період можна розширити, але не має підтверджня документального) роках парафіяльним священиком був Лукаш Турянський 1807 року народження, висвячений в сан священичий в 1832 році. Помер 1 квітня 1881 року в Білині. В 1858 році в селі налічувалося 1183 греко-католиків, а в 1864 -1141.
В 1881-1883рр. о.Михайло Калимон.

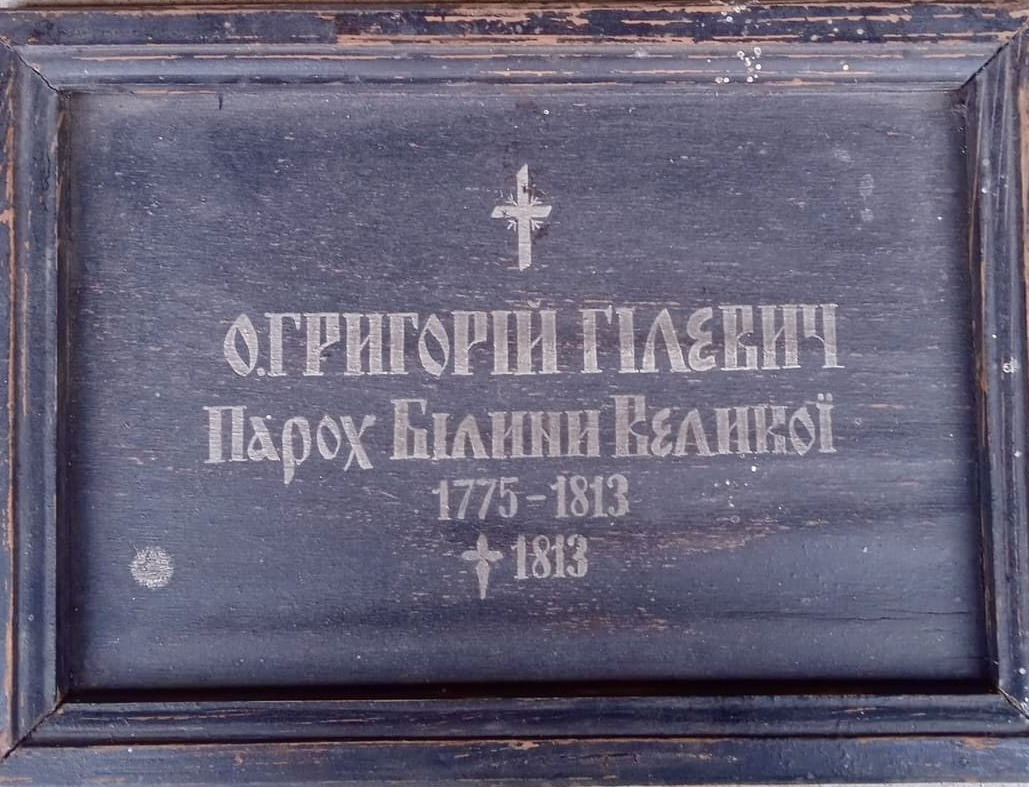
О. Григорій Гілевич, парох Білини В. 1775-1813

З 1883 по 1893 рік  парохом був Дмитро Білінський- Качкінович.
У 1894-1895 роках завідателем церкви Стрітення Господнього був о. Негребецький Юліан. 
Уродженцем села був Білинський Петро (1896-1978) -  священник та вчитель державної гімназії з українською мовою навчання та духовний настоятель бурси св. Миколая у Перемишлі (1929-1933), катехит у Самборі (1933-1934), сотрудник храму у Сяноку (1934-1936).
З селом пов'язана частина життєвого шляху священника та голови товариства  «Руської шляхти в Галичині» Петра Погорецького-Саса, який народився у с. Бориня Самбірського району. Душпастирська праця – Великі Мости (Угнівський деканат) – 1.03.1890-26.08.1892р. – сотрудник, Сокаль 11.10.1890-26.08.1892р. – сотрудник; Дрогобич – 27.08.1892-5.02.1895 – катехит; Кропивник Новий (Бориславський деканат) 6.02.1895-10.08.1895-завідатель; Велика Білина (Лучанський деканат, 11.08.1895 – 1939 – парох). 23.10.1922 року заарештований польською владою й доставлений до тюрми в Самборі, де утримувався до 22.11.1922р. Був ревним священником і активним громадським діячем, став головою ініціативної групи та першим головою товариства  «Руської шляхти в Галичині», утвореного в Самборі у травні 1907 року. При парафії Білина Велика діяло церковне братство, у селі – читальня товариства «Просвіта», гурток «Сільський господар», кооператив. У дочірній парафії Білина Мала кооператив та «каса Стефчика». 
В 1896-1897 рр. сотрудником на парафії бу о. Петро Янів, а в 1936 році сотрудником храму був "висвячений у безженному стані" Тадей Камінський (1904-1944).

У 1939-1940 рр. парохом був о. Йосиф Бадан.

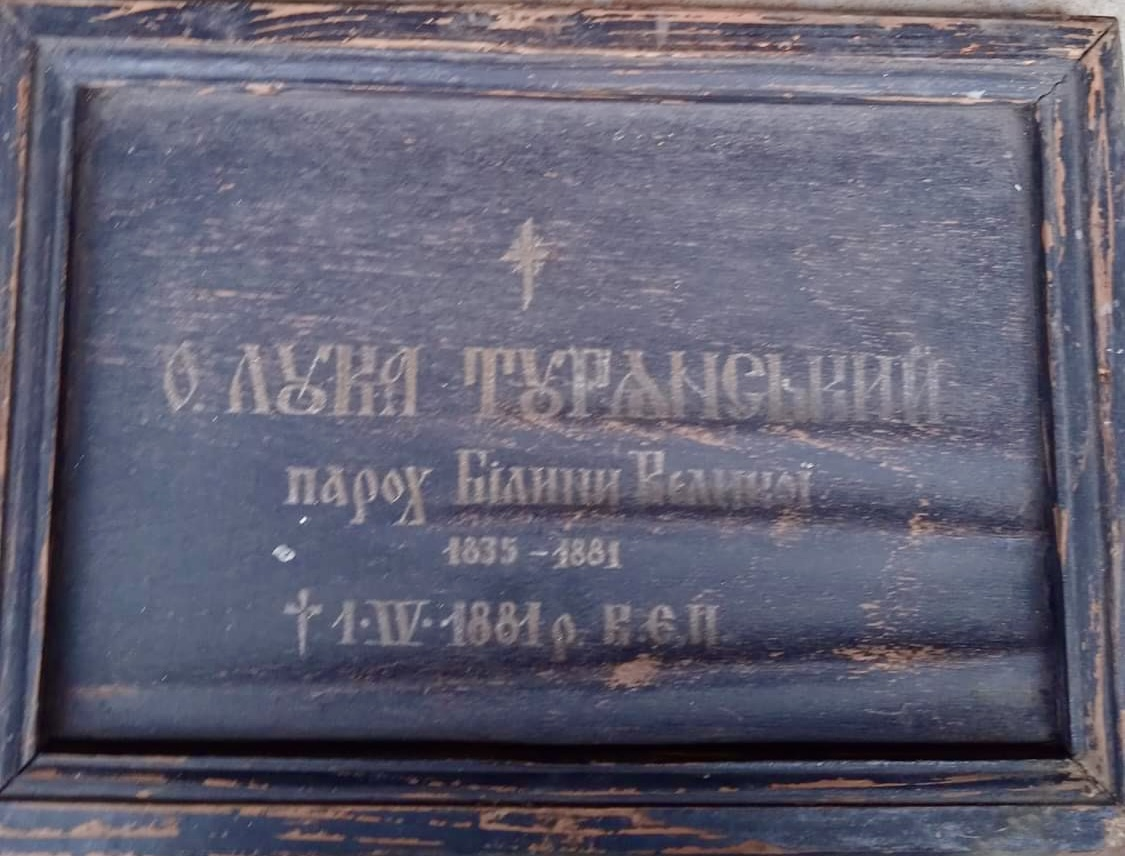
О. Лука Турянський, парох білини В. 1838-1881

У 1940-1952 роках парохом Великої Білини був Володимир Куновський, який народився 19 січня 1901року у с.Кривка Турківського повіту та був сином о. Маркелія та Юлії Чайковської (уродженки Великої Білини). Майбутній священник навчався у Самбірській гімназії (1912-1919 рр.), греко-католицькій семінарії у Перемишлі (1921-1925 рр.) і 20 вересня 1925 року отримав єрейські свячення з рук єпископа Й.Коциловського. З 25 листопада 1949 р. по 1952 рік був одночасно деканом Дублянського деканату. Учасник Львівського псевдособору у березні 1946 року. З травня 1954 року отець Володимир – секретар єпархіального управління Самбірсько-Дрогобицької єпархії РПЦ, помер 7 жовтня 1955 року під час поїздки "воз'єднаного духовенства" до Москви у м.Жмеринка (ймовірно від отруєння). 
У 1951-1962 рр. настоятель о. Роман Павлюк, РПЦ, з 1963-1965рр. о. Орест Горницький, РПЦ.  
У 1963-1965 роках настоятелем храму був о. Юліан-Діонісій Горницький  (1894-1965), РПЦ. 
1965-1971 рр. о. Михайло Комарницький, РПЦ, О після нього до 1976 р. настоятилем був о. Богдан Війтів, РПЦ. 
1976-1978рр. - о. Петро Гальчишак,РПЦ. 
1978-1979рр. о.Юрій Свистун,РПЦ . 
1979-1989рр. о. Микола Яворський,РПЦ. 

Після відновлення УГКЦ настоятелями були: 
1989-1990 рр. о. Петро Сольський; 
1990-1991рр. о. Петро Баран; 
1991-1992 рр.о. Борис Борецький; 
1992-1993 рр. о. Володимир Отчич; 

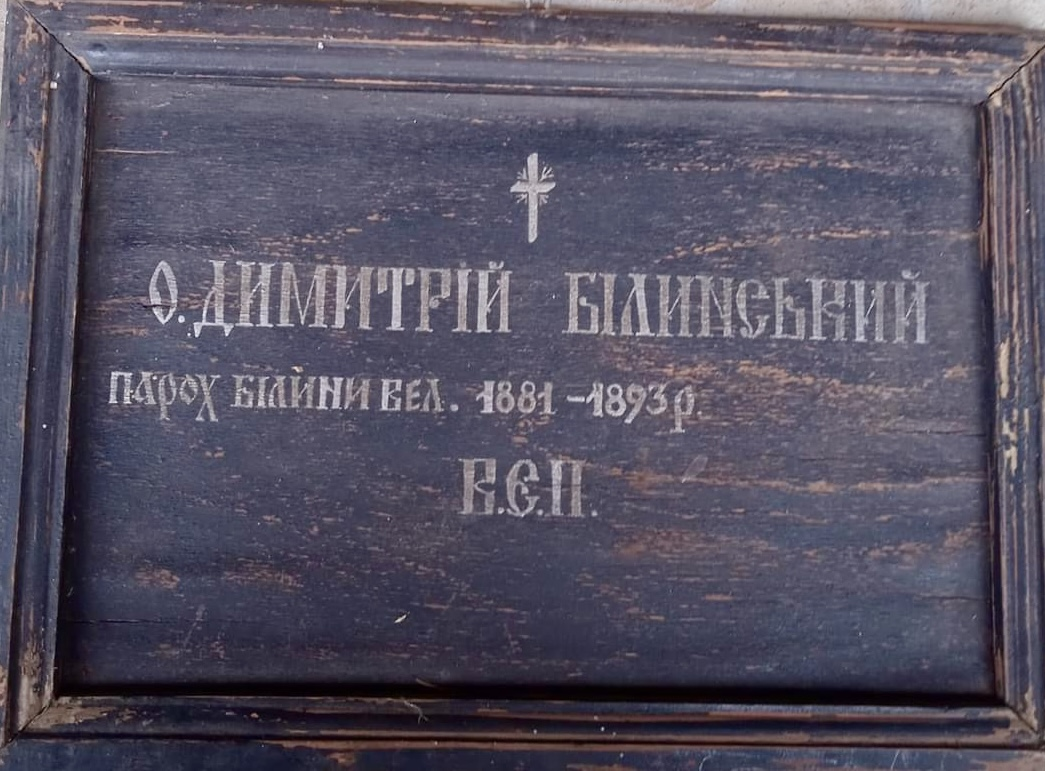
О. Димитрій Білинський, парох Білини В. 1881-1893

1993-1998 рр. о. Григорій Панкевич; 
1998-2001 рр. о. Роман Шестак; 
2001-2002 рр. о. Григорій Жук; 

2002-2004рр. о. Дмитро Назар; 
2004-2006 рр. о.Іван Вербицький; 

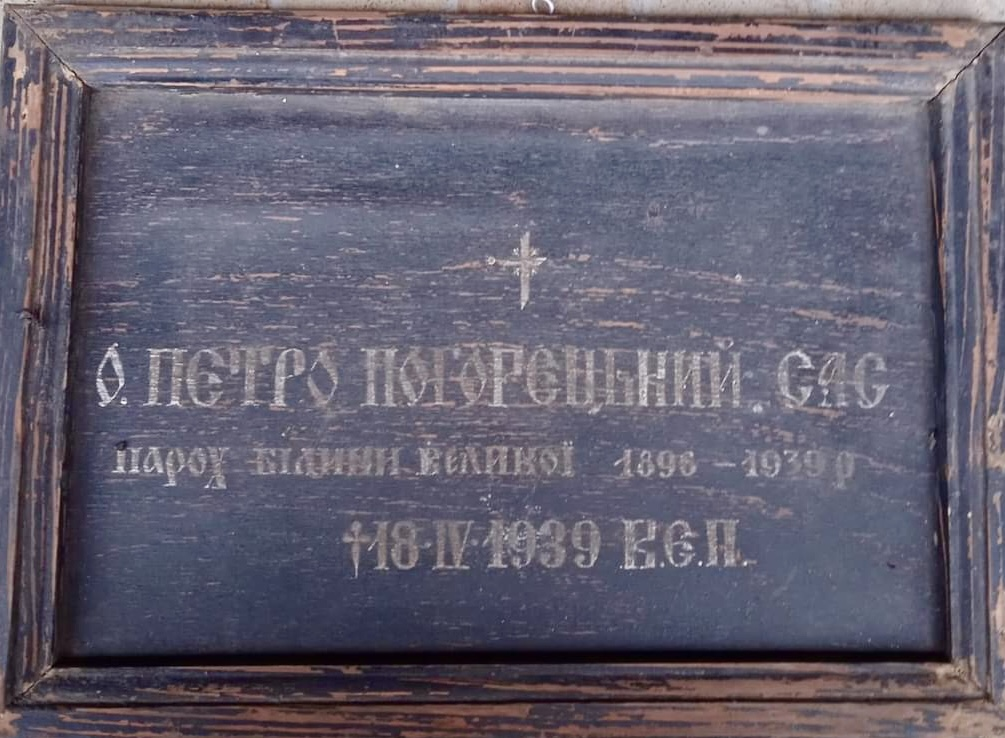
О. Петро Погорецький, парох Білини В. 1896-1939

2006-2011рр. о.Григорій Жук, а сотрудником в 2010-2011 рр. був Ярослав Буньо, який з 2011 по 2024 р був настоятелем. 
З 2024 року- о. Андрій Якимів

## Шкільництво
В 1858 році в Білині діяла тривіальна школа. Вчителем працював Антоній Губицький з заробітньою працею 180 срібних ринських(гульденів). Навчалося 51 дитина з 122 шкільного віку. Семеро учнів ходили на повторний курс навчання.  В школі навчали читати, писати, рахувати. Основним предметом був Закон Божий.

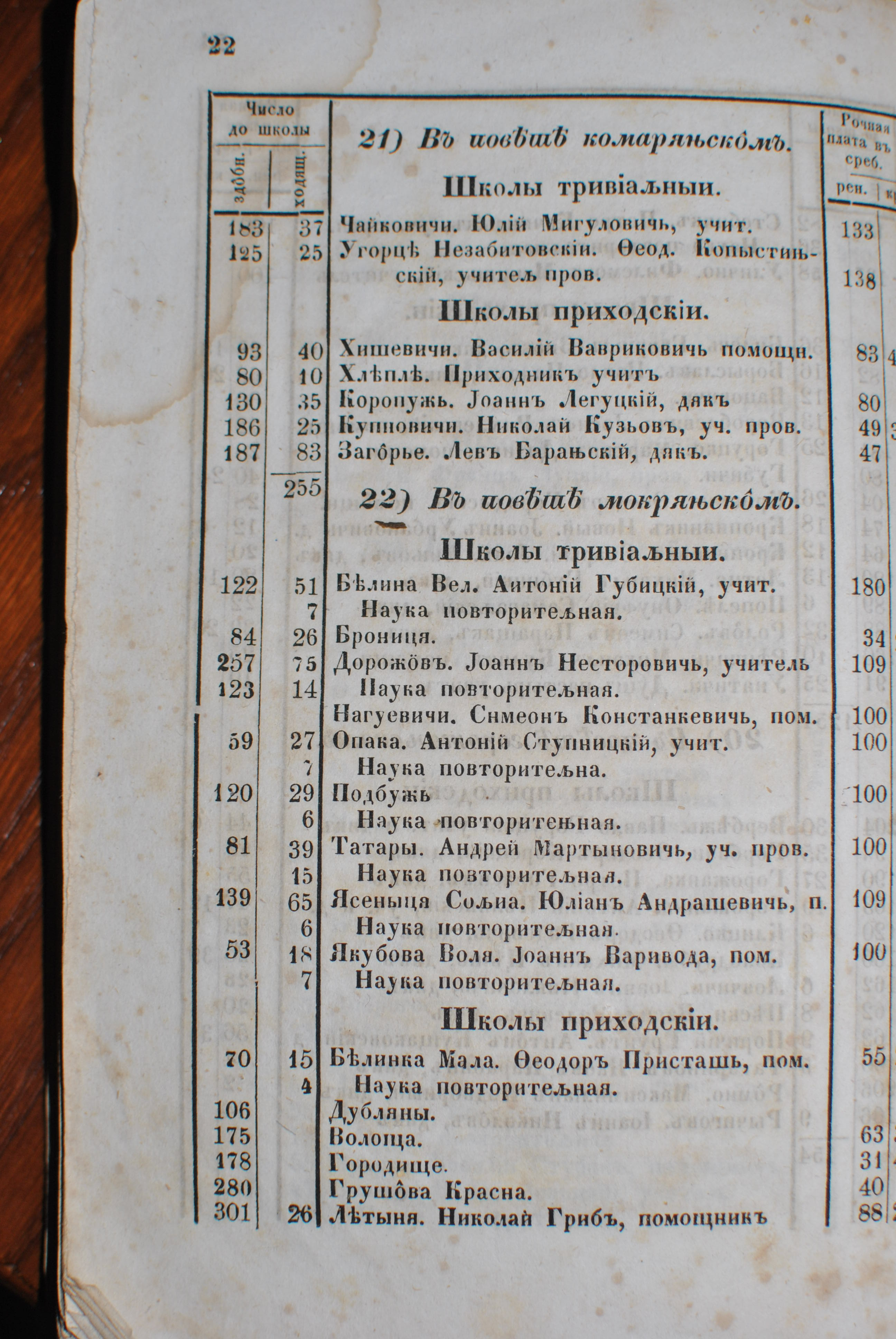